# Zielony promień (powieść)
Zielony promień (inna wersja tytułu polskiego wydania Promień zielony) (fr. Le Rayon vert, 1882) - jednotomowa powieść podróżniczo-romantyczno-przygodowa Juliusza Verne’a z cyklu Niezwykłe podróże złożona z 23 rozdziałów. Poświęcona fenomenowi przyrodniczemu o tej samej nazwie. Bohaterowie podróżują po północnych częściach Wielkiej Brytanii, chcąc obejrzeć zjawisko. 
Pierwszy polski przekład autorstwa Stanisława Miłkowskiego (w zbiorze Promień zielony i Dziesięć godzin polowania: skromna facecja) pojawił się w 1887. Powieść była tłumaczona także przez Leopolda Szyllera (pod tytułem: Zielony promień: opis Archipelagu Hebrydzkiego, I wyd. 1898),  Zbigniewa Zamorskiego (Zielony promień, I wyd. 1930) i Janinę Karczmarewicz-Fedorowską (Zielony promień, I wyd. 1988).
Jako jedna z niewielu książek Verne’a została przetłumaczona na język esperanto (La verda radio).